# Бергельмир (спутник)
Бергельмир (англ. Bergelmir) — нерегулярный спутник планеты Сатурн с обратным орбитальным обращением.
Назван именем Бергельмира, великана из германо-скандинавской мифологии.
Также обозначается как Сатурн XXXVIII.

## История открытия
Бергельмир был открыт в серии наблюдений, начиная с 12 декабря 2004 года.
Сообщение об открытии сделано 4 мая 2005 года.
Спутник получил временное обозначение S/2004 S 15.
Собственное название было присвоено 5 апреля 2007 года.